# Asociación Internacional de Micología
La Asociación Micológica Internacional (IMA) es una organización profesional que promueve la micología, el estudio de los hongos. Fue fundada en 1971 durante el primer Congreso Internacional de Micología, que se celebró en Exeter (Reino Unido).
Representa los intereses de más de 30.000 micólogos en todo el mundo.